# Primera División 1936 (Argentina)
La Primera División 1936 è stata la sesta edizione del massimo torneo calcistico argentino e la sesta a essere disputata con la formula del girone unico.

## Classifica
| Pos | Club                             | G  | V  | N | S  | GF | GS | P  |
| 1   | River Plate                      | 17 | 13 | 2 | 2  | 49 | 19 | 28 |
| 2   | San Lorenzo de Almagro           | 17 | 11 | 2 | 4  | 41 | 24 | 24 |
| 3   | Racing Club de Avellaneda        | 17 | 10 | 3 | 4  | 43 | 27 | 23 |
| 4   | Independiente                    | 17 | 10 | 1 | 6  | 32 | 29 | 21 |
| 5   | Boca Juniors                     | 17 | 9  | 2 | 6  | 39 | 19 | 20 |
| 6   | Atlanta                          | 17 | 8  | 3 | 6  | 39 | 30 | 19 |
| 6   | Platense                         | 17 | 6  | 7 | 4  | 26 | 29 | 19 |
| 8   | Huracán                          | 17 | 7  | 4 | 6  | 32 | 22 | 18 |
| 8   | Argentinos Juniors               | 17 | 7  | 4 | 6  | 26 | 32 | 18 |
| 10  | Ferro Carril Oeste               | 17 | 7  | 3 | 7  | 30 | 36 | 17 |
| 11  | Estudiantes de La Plata          | 17 | 6  | 4 | 7  | 32 | 32 | 16 |
| 11  | Chacarita Juniors                | 17 | 6  | 4 | 7  | 36 | 42 | 16 |
| 13  | Vélez Sársfield                  | 17 | 7  | 1 | 9  | 45 | 35 | 15 |
| 14  | Gimnasia y Esgrima La Plata      | 17 | 6  | 2 | 9  | 31 | 48 | 14 |
| 15  | Lanús                            | 17 | 5  | 2 | 10 | 27 | 43 | 12 |
| 16  | Quilmes                          | 17 | 4  | 3 | 10 | 24 | 39 | 11 |
| 17  | Tigre                            | 17 | 2  | 4 | 11 | 21 | 43 | 8  |
| 18  | Talleres de Remedios de Escalada | 17 | 1  | 5 | 11 | 19 | 43 | 7  |

### Classifica marcatori
|  | Gol | Marcatore        | Squadra     |
|  | --- | ---------------- | ----------- |
|  | 32  | Evaristo Barrera | Racing Club |